# Pali, Bijelo Polje
Pali este un sat din comuna Bijelo Polje, Muntenegru. Conform datelor de la recensământul din 2003, localitatea are 163 de locuitori (la recensământul din 1991 erau 169 de locuitori).

## Demografie
În satul Pali locuiesc 132 de persoane adulte, iar vârsta medie a populației este de 41,3 de ani (38,1 la bărbați și 45,7 la femei). În localitate sunt 48 de gospodării, iar numărul mediu de membri în gospodărie este de 3,40.
Această localitate este populată majoritar de sârbi (conform recensământului din 2003).
|  |

| Demografie | Demografie | Demografie |
| An         | Locuitori  | Locuitori  |
| ---------- | ---------- | ---------- |
|            |            |            |
|            |            |            |
|            |            |            |
|            |            |            |
| 1948       | 207        |            |
| 1953       | 264        |            |
| 1961       | 271        |            |
| 1971       | 314        |            |
| 1981       | 281        |            |
| 1991       | 169        | 169        |
| 2003       | 164        | 163        |

| \| Componența etnică conform recensământului din 2003[2] \| Componența etnică conform recensământului din 2003[2] \| Componența etnică conform recensământului din 2003[2] \| Componența etnică conform recensământului din 2003[2] \| Componența etnică conform recensământului din 2003[2] \| \| ----------------------------------------------------- \| ----------------------------------------------------- \| ----------------------------------------------------- \| ----------------------------------------------------- \| ----------------------------------------------------- \| \| \| \| \| \| \| \| Sârbi \| Sârbi \| \| 108 \| 66,25% \| \| Muntenegreni \| Muntenegreni \| \| 47 \| 28,83% \| \| necunoscută \| necunoscută \| \| 1 \| 0,61% \| |              |  |     |        |
| Componența etnică conform recensământului din 2003 |              |  |     |        |
| |              |  |     |        |
| Sârbi | Sârbi        |  | 108 | 66,25% |
| Muntenegreni | Muntenegreni |  | 47  | 28,83% |
| necunoscută | necunoscută  |  | 1   | 0,61%  |